# Benito Juárez
Benito Pablo Juárez García (1806-1872) còn được biết với tên Benito Juárez, là chính trị gia người Mexico. Ông làm Tổng thống Mexico thứ 26 nhiệm kỳ 1858-1864. Năm 1864, chính quyền Đệ nhị Đế chế Pháp đưa Hoàng tử Maximilian của Áo lên ngôi Hoàng đế thành lập Đệ Nhị Đế chế México. Ông đã lãnh đạo chính phủ lưu vong và lật đổ Đế quốc Mexico năm 1867 và làm Tổng thống đến khi mất năm 1872.